# Brassica macrocarpa
Brassica macrocarpa är en korsblommig växtart som beskrevs av Giovanni Gussone. Brassica macrocarpa ingår i släktet kålsläktet, och familjen korsblommiga växter. IUCN kategoriserar arten globalt som akut hotad. Inga underarter finns listade i Catalogue of Life.

## Bildgalleri

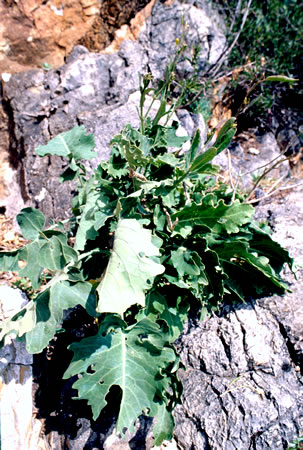